# Xian de Jiang
Le xian de Jiang (绛县 ; pinyin : Jiàng Xiàn) est un district administratif de la province du Shanxi en Chine. Il est placé sous la juridiction de la ville-préfecture de Yuncheng.

## Démographie
La population du district était de 270 178 habitants en 1999.